# Anallacta andreinii
Anallacta andreinii är en kackerlacksart som beskrevs av Giglio-Tos 1917. Anallacta andreinii ingår i släktet Anallacta och familjen småkackerlackor.
Artens utbredningsområde är Eritrea. Inga underarter finns listade i Catalogue of Life.